# Герцог де Маджента

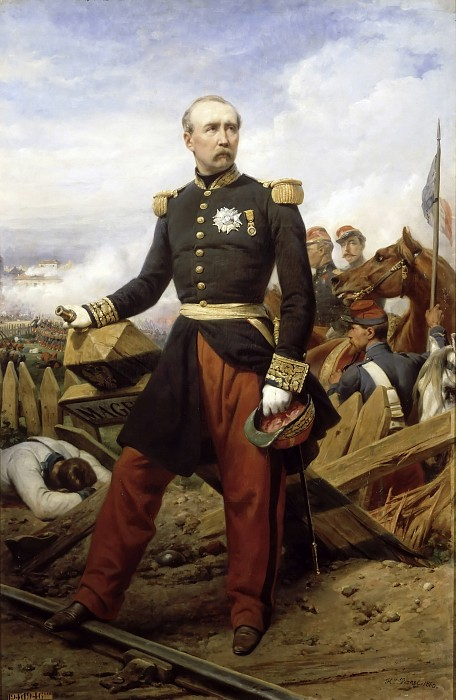
Патрис де Мак-Магон после победы в битве при Мадженте

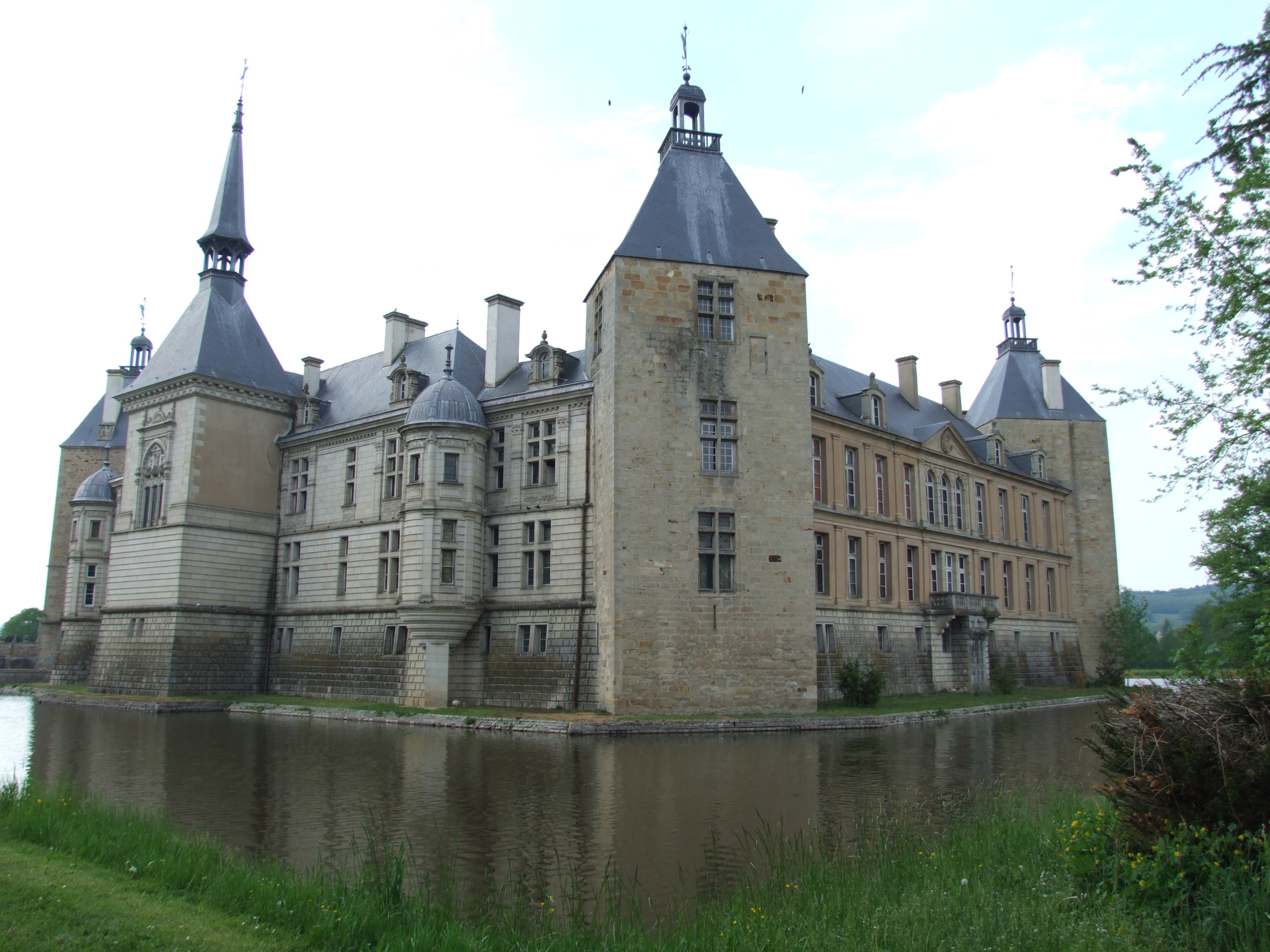
Замок Сюлли в Бургундии, родовая резиденция семьи Мак-Магон и герцогов де Маджента

Герцог Маджентский (фр. Duc de Magenta) — французский дворянский титул. Он был создан 5 июня 1859 года императором Наполеоном III для французского военного и политического деятеля Патриса де Мак-Магона (1808—1893).

## История
Патрис де Мак-Магон особенно отличился во время военной кампании в Италии в 1859 году. В битве при Мадженте он одержал победу над австрийской армией и спас французского императора от опасности плена. В награду он получил от императора Наполеона III маршальский жезл и титул герцога де Маджента 5 июня 1859 года.
В 1854—1870 годах Патрис де Мак-Магон занимал пост генерал-губернатора Алжира. В 1873—1879 годах — президент Третьей Французской республики.

## Список герцогов де Маджента
- 1859—1893: Мари Эдм Патрис Морис Мак-Магон (13 июня 1808 — 17 октября 1893), младший сын Мориса-Франсуа де Мак-Магона (1754—1831) и Пелагеи де Руже де Караман (1769—1819), граф Мак-Махон, 1-й герцог де Маджента
- 1893—1927: Мари Арман Патрис де Мак-Магон (10 июня 1855 — 23 мая 1927), старший сын предыдущего, 2-й герцог де Маджента, 6-й маркиз д’Эгийи (с 1894 года)
- 1927—1954: Морис Жан Мари Мак-Магон (13 ноября 1903—127 октября 1954), единственный сын предыдущего, 3-й герцог де Маджента, 7-й маркиз д’Эгийи
- 1954—2002: Филипп Морис Мари Мак-Магон (15 мая 1938 — 24 января 2002), старший сын предыдущего, 4-й герцог де Маджента, 8-й маркиз д’Эгийи
- с 2002: Морис Мари Патрик Бахус Хамфри Мак-Магон (род. 30 марта 1992), единственный сын предыдущего, 5-й герцог де Маджента, 9-й маркиз д’Эгийи.